# Ginnastica artistica ai XV Giochi del Mediterraneo
Le competizioni di ginnastica artistica ai XV Giochi del Mediterraneo si sono svolte dal 25 al 29 giugno 2015 presso il Palazzo dello Sport Mediterraneo di Almería, in Spagna.
Sono state assegnate le medaglie in tutte le specialità di attrezzo maschili e femminili, compreso il concorso individuale e quello a squadre.

## Programma
Il calendario è stato il seguente:
| ● | Competizioni | ● | Finali |

| giugno/luglio |    |    |    |    |    |    |    |    |    |
| 24            | 25 | 26 | 27 | 28 | 29 | 30 | 01 | 02 | 03 |
|               | ●  | ●  | ●  | ●  | ●  |    |    |    |    |

## Podi

### Uomini
| Evento               | Oro                                                                            | Punteggio | Argento                                                                               | Punteggio | Bronzo                                                                           | Punteggio     |
| Concorso a squadre   | Spagna Victor Cano Manuel Carballo Rafael Martinez Iván San Miguel Andreu Vivo | 165.725   | Italia Matteo Angioletti Alberto Busnari Andrea Coppolino Matteo Morandi Enrico Pozzo | 160.050   | Francia Gaetan Dupont Damien Millot Thomas Bouhail Danny Rodriguez Arnaud Willig | 159.725       |
| Concorso individuale | Rafael Martinez                                                                | 54.975    | Arnaud Willig                                                                         | 53.650    | Manuel Carballo                                                                  | 53.050        |
| Corpo libero         | Rafael Martinez                                                                | 9.312     | Wajdi Bouallegue                                                                      | 9.075     | Enrico Pozzo                                                                     | 8.962         |
| Cavallo con maniglie | Victor Cano                                                                    | 9.500     | Sid Ali Ferdjani                                                                      | 9.375     | Alberto Busnari                                                                  | 8.837         |
| Anelli               | Matteo Morandi                                                                 | 9.712     | Andrea Coppolino Irodotos Georgallas                                                  | 9.562     | None awarded                                                                     | None awarded  |
| Volteggio            | Wajdi Bouallegue                                                               | 9.412     | Matteo Angioletti Iván San Miguel                                                     | 9.356     | Non assegnata                                                                    | Non assegnata |
| Parallele            | Mitja Petkovšek                                                                | 9.650     | Manuel Carballo                                                                       | 9.525     | Rafael Martinez                                                                  | 9.350         |
| Sbarra               | Rafael Martinez                                                                | 9.612     | Arnaud Willig                                                                         | 9.275     | Alberto Busnari                                                                  | 9.225         |

### Donne
| Evento                 | Oro                                                                                 | Punteggio | Argento                                                                                       | Punteggio | Bronzo                                                             | Punteggio |
| Concorso a squadre     | Italia Daria Sarkhosh Monica Bergamelli Vanessa Ferrari Federica Macrì Ilaria Rosso | 108.525   | Francia Rose-Eliandre Bellemare Marine Debauve Émilie Le Pennec Kathleen Lindor Caroline Ranc | 108.325   | Spagna Lenika De Simone Thais Escolar Tania Gener Melodie Pulgarin | 108.225   |
| Concorso individuale   | Vanessa Ferrari                                                                     | 37.750    | Tania Gener                                                                                   | 37.025    | Stefani Bismpikou                                                  | 35.925    |
| Volteggio              | Vanessa Ferrari                                                                     | 9.187     | Tania Gener                                                                                   | 9.175     | Melodie Pulgarin                                                   | 9.162     |
| Parallele asimmetriche | Tania Gener                                                                         | 9.675     | Vanessa Ferrari                                                                               | 9.625     | Lenika De Simone                                                   | 9.475     |
| Trave di equilibrio    | Vanessa Ferrari                                                                     | 9.625     | Marine Debauve                                                                                | 9.525     | Émilie Le Pennec                                                   | 9.300     |
| Corpo libero           | Vanessa Ferrari                                                                     | 9.600     | Émilie Le Pennec                                                                              | 9.475     | Marine Debauve                                                     | 9.450     |

## Medagliere
| Posizione | Paese    | Oro | Argento | Bronzo | Totale |
| --------- | -------- | --- | ------- | ------ | ------ |
| 1         | Spagna   | 6   | 4       | 5      | 16     |
| 2         | Italia   | 6   | 4       | 3      | 13     |
| 3         | Tunisia  | 1   | 1       | 0      | 2      |
| 4         | Slovenia | 1   | 0       | 0      | 1      |
| 5         | Francia  | 0   | 5       | 3      | 9      |
| 6         | Algeria  | 0   | 1       | 0      | 1      |
| 6         | Cipro    | 0   | 1       | 0      | 1      |
| 8         | Grecia   | 0   | 0       | 1      | 2      |
| Total     | Total    | 14  | 16      | 12     | 42     |